# Айдан ап Блегиврид
Айдан ап Блегиврид (валл. Aeddan ap Blegywryd; погиб в 1018) — король Гвинеда в 1005—1018 годах.

## Биография
Некий Айдан ап Блегиурид ап Морган, упоминается вместе с Ителом Гламорганским в «Гвентианской хронике», как союзники, начавшие войну, с целью приобретения владений Маредида в 994 году. Далее, согласно этому же источнику, Айдан ап Блегиурид повел армию в Кередигион и захватил территорию Маредида в 1000 году, а затем «отправился в Гвинедд», где он победил «Кинана ап Хивела и приобрел, таким образом, страну Гвинедд … [и] приобрел весь Уэльс». В «Гвентианской хронике» сообщается, что Лливелин ап Сейсилл убил в бою «Айдана ап Блегиурида и его четырёх племянников» в 1015 году и «взял правление себе».
Упоминаемый вместе с ним Ител Гламорганский, возможно был старшим братом его отца, а их отец, то есть дед Айдана, — Морган, возможно одно и то же лицо, что и Морган Старый.
Айдан ап Блегиврид стал королём Гвинеда и Поуиса после смерти Кинана ап Хивела в 1005 году. Обстоятельства, при которых пришёл к власти Айдан неизвестны. Скорее всего, он захватил престол Гвинеда и Поуиса силой, поскольку не принадлежал к правящей династии. В 1018 году Айдан был побеждён Лливелином ап Сейсиллом. Его четыре сына также погибли в сражении.